# هرشتاین
هرشتاین (به آلمانی: Herrstein) یک شهر در آلمان است که در بیرکنفلد واقع شده‌است. هرشتاین ۸۳۱ نفر جمعیت دارد.